# Крестьяне, бонзы и бомбы
«Крестьяне, бонзы и бомбы» (нем. Bauern, Bonzen und Bomben) — роман немецкого писателя Ганса Фаллады, впервые опубликованный в 1931 году. Принёс автору первую известность.

## Сюжет
Роман рассказывает о крестьянском движении Landfolk в Шлезвиг-Гольштейне накануне прихода к власти нацистов. Повествование местами имеет черты репортажа. Автор создаёт широкую панораму жизни типичного германского городка Альтхольма.

## Публикация и восприятие
«Крестьяне, бонзы и бомбы» были впервые опубликованы в 1931 году — сначала в кёльнской еженедельной газете (именно сотрудники этого СМИ придумали название вместо авторского «Заезжий цирк Монте»), затем отдельным изданием. Книга имела большой успех и принесла автору первую известность (до этого Фаллада написал только два малоудачных романа). Её воспринимали в первую очередь как рассказ на актуальную тему, как политическую сенсацию. Представители разных политических лагерей заклеймили «Крестьян, бонз и бомбы» как «фашистский крестьянский роман», как книгу с «трупным запахом либерализма».
Роман Фаллады высоко оценили Герман Гессе, Роберт Музиль и другие известные писатели. Эрнст Вайс написал, что это «прежде всего замечательное, созданное могучей силой ненависти, но тайно питаемое скрытыми токами любви сатирическое произведение», и сравнил книгу с «Верноподданным» Генриха Манна. Курт Тухольский охарактеризовал роман как «политический учебник германской зоологии», добавив: «Fauna Germanica лучшего себе и представить нельзя».
В 1973 году режиссёр Эгон Монк снял по мотивам романа одноимённый фильм.